# 司馬禧
司馬禧（297年—311年），晉朝宗室，晉宣帝司馬懿第五子琅邪王司馬伷的次子武陵莊王司馬澹之次子。出繼司馬懿第八子梁孝王司馬肜之後，為梁懷王。

## 生平
司馬澹妻子郭氏，因對司馬澹的母親諸葛太妃無禮。齊王司馬冏輔政時，諸葛太妃上表控訴司馬澹不孝，司馬澹與妻子被流放至遼東。當時司馬禧年僅五歲，不肯隨父母流放，希望可為父母求情放還，由此陳訴多年。諸葛太妃逝世後，司馬繇被司馬穎殺害，然後司馬澹才得放還。
永康二年（301年），梁孝王司馬肜逝世，無嗣，朝廷以司馬禧出繼司馬肜之後，為梁王。司馬禧拜為征虜將軍。永嘉五年（311年）司馬禧與親父司馬澹一同被石勒殺死。

## 後嗣
司馬禧之子司馬翹其後由後趙逃歸東晉，朝廷立他為嗣，是為梁聲王，官至散騎常侍。太寧四年（326年），司馬翹逝世後無子嗣，朝廷下詔以武陵威王司馬晞之子司馬㻱為梁聲王之嗣。